# Parti de la réforme et du développement
Le Parti de la réforme et du développement (PRD) est un parti politique marocain né d'une scission du Rassemblement national des indépendants (RNI) en 2001. Son actuel secrétaire général est Abderrahmane El Cohen.

## Représentation législative
Lors des élections législatives de 2002, le parti a obtenu trois sièges à la Chambre des représentants. Aux scrutins de 2007 et 2011, le PRD n'a obtenu aucun siège.